# Francesco Casagrande
Pour les articles homonymes, voir Casagrande.
Francesco Casagrande est un coureur cycliste italien né le 14 septembre 1970 à Florence en Italie. Professionnel de 1992 à 2005, il a terminé l'année 2000 à la première place du classement UCI. Il a notamment remporté la Flèche wallonne cette année-là, ainsi que le Tour du Pays basque et Tirreno-Adriatico en 1996, la Classique de Saint-Sébastien en 1998 et 1999 et le Tour de Suisse en 1999. Il s'est également classé deuxième du Tour d'Italie 2000 et a été contrôlé positif deux fois en 1998.

## Biographie
Casagrande commence le vélo dans un club à la périphérie de Florence, l'US Itala di San Bartolo a Cintoia. Ses frères aînés Stefano et Filippo ont également été coureurs professionnels. Après les expériences chez Grassi-Filati Alessandra et Casini-Vellutex, il devient professionnel au sein de la Mercatone Uno. Il commence sa carrière en tant que spécialiste des courses d'un jour et des courses par étapes d'une semaine. Il remporte des classiques comme la Flèche Wallonne, la Classique de Saint-Sébastien, Milan-Turin et le Tour d'Émilie et des courses par étapes comme Tirreno-Adriatico et le Tour de Suisse. En 1997, il termine sixième du Tour de France.
En 1998, il rejoint l'équipe Cofidis. Il fait l'objet de deux contrôles antidopage, au Tour du Trentin en avril et au Tour de Romandie en mai, révélant une prise de testostérone. Autorisé à courir dans l'attente d'une décision des autorités italiennes, il participe au Tour de France en juillet et remporte la Classique de Saint-Sébastien en août. Critiquée, l'équipe Cofidis décide de ne plus aligner Casagrande en compétition tant qu'une décision ne serait pas prise. En septembre, la commission disciplinaire de la Fédération italienne de cyclisme prononce à son encontre une suspension de six mois, allongée de trois mois par le Tribunal italien du sport. Il est licencié par Cofidis et rejoint à partir de 1999 Vini Caldirola.
Au Tour d'Italie 2000, il remporte la neuvième étape, portant le maillot rose qu'il réussit à conserver pendant onze jours jusqu'à ce que l'étape de Sestrières. Il termine le Giro à la deuxième place au classement général derrière Stefano Garzelli et s'adjuge le maillot vert de meilleur grimpeur. Cette saison-là, il gagne la Flèche wallonne et termine sur le podium de plusieurs classiques prestigieuses. Il termine l'année numéro un mondial.
L'objectif de sa saison 2001 est de remporter le Giro, mais une chute dans la première semaine l'oblige à abandonner. Il participe aux classiques de fin de saison et remporte la Coppa Agostoni et le Trophée Melinda.
La préparation de 2002 est à nouveau concentrée sur le Giro. Lors de la 15e étape, il est exclu de la course pour avoir poussé le coureur Colombien Jhon Freddy García contre des barrières lors d'un sprint pour le classement du Grand Prix de la montagne, ce qui entraîne l'abandon de García et occasionne un traumatisme facial. En fin de saison, il participe à la Vuelta, qu'il termine à la septième place.
Au Tour d'Espagne 2004, il est mis en arrêt de travail pour un hématocrite supérieur à 50 %. 
Il porte le maillot de l'équipe nationale à douze reprises entre les championnats du monde et les Jeux Olympiques. Son meilleur résultat est une quatrième place aux mondiaux 1999.

## Palmarès

### Palmarès amateur
| - 1989 - 3e de la Coppa 29 Martiri di Figline di Prato - 1990 - 5e étape du Tour de la Vallée d'Aoste - Gran Premio Ezio Del Rosso - 1991 - Tour d'Italie amateurs - Trophée Enzo Socchi - 2e du Giro del Valdarno - 2e de la Coppa 29 Martiri di Figline di Prato | - 1992 - Giro del Montalbano - Trophée Alvaro Bacci - Grand Prix de la ville de Pistoia - 2e du Grand Prix Industrie del Marmo - 2e du Giro del Casentino |  |

### Palmarès professionnel
| - 1993 - 5e étape du Tour des Pouilles - 2e des Trois vallées varésines - 1994 - Grand Prix de l'industrie et de l'artisanat de Larciano - Tour de Toscane - Mémorial Nencini (contre-la-montre) - 2e épreuve du Trofeo dello Scalatore - Tour d'Émilie - Milan-Turin - Florence-Pistoia - 2e du Tour des vallées minières - 2e du Trophée Melinda - 2e du championnat d'Italie sur route - 2e de la Coppa Bernocchi - 2e du Trofeo dello Scalatore - 2e de la Coppa Placci - 2e de la Coppa Sabatini - 3e du Tour du Trentin - 5e de Tirreno-Adriatico - 6e de la Flèche wallonne - 10e du Championnat de Zurich - 1995 - 1re étape du Tour de Calabre - Tour des Apennins - Coppa Placci - Florence-Pistoia - 2e du Tour de Calabre - 2e du Grand Prix Pino Cerami - 2e du Tour de Romandie - 2e du Grand Prix de la ville de Camaiore - 3e de la Coppa Agostoni - 3e du Tour de Romagne - 3e de Milan-Turin - 3e de l'Escalade de Montjuïc - 4e de la Flèche wallonne - 5e de Liège-Bastogne-Liège - 7e du Tour de Lombardie - 9e du classement UCI - 10e du Tour d'Italie - 1996 - Tirreno-Adriatico : - Classement général - 3e étape - Tour du Pays basque : - Classement général - 2e et 5eb (contre-la-montre) étapes - 3e étape du Tour des Pouilles - 2e du Grand Prix de l'industrie et de l'artisanat de Larciano - 3e de la Semaine catalane - 5e du Grand Prix de Suisse - 9e de la Classique de Saint-Sébastien - 10e du classement UCI - 1997 - Tour de Romagne - 3e épreuve du Trofeo dello Scalatore - 2e du championnat d'Italie sur route (Grand Prix de l'industrie et de l'artisanat de Larciano) - 3e du Trofeo Laigueglia - 3e du Tour du Latium - 3e du Tour de Lombardie - 4e de Milan-San Remo - 6e du Tour de France - 8e du classement UCI - 9e de Tirreno-Adriatico - 1998 - 1re étape du Tour méditerranéen - Critérium des Abruzzes - Trophée Matteotti - Classique de Saint-Sébastien - 2e de la Classique des Alpes - 3e du Tour de Romandie - 3e du Tour du Trentin - 4e de Liège-Bastogne-Liège - 5e de la Coupe du monde - 1999 - Tour de Suisse : - Classement général - 9e étape - Trophée Matteotti - Classique de Saint-Sébastien - 2e du Grand Prix de la ville de Camaiore - 2e du Tour de Vénétie - 2e du Tour du Latium - 3e des Trois vallées varésines - 3e de la Coppa Agostoni - 3e de la Coppa Placci - 3e du Tour de Romagne - 3e du Grand Prix de l'industrie et du commerce de Prato - 4e du championnat du monde sur route - 7e du classement UCI | - 2000 - Classement UCI - Flèche wallonne - Tour d'Italie : - Classement de la montagne - 9e étape - Subida a Urkiola - Coppa Placci - 2e du Tour d'Italie - 2e de la HEW Cyclassics - 2e du Tour de Vénétie - 2e du Tour de Lombardie - 3e du Championnat de Zurich - 3e du Grand Prix de la ville de Camaiore - 9e de Liège-Bastogne-Liège - 10e de l'Amstel Gold Race - 10e du championnat du monde sur route - 2001 - Tour du Trentin : - Classement général - 1re étape - 4e étape de la Route du Sud - Coppa Agostoni - Trophée Melinda - 2e du Grand Prix de l'industrie et de l'artisanat de Larciano - 2e de la Classique de Saint-Sébastien - 2e du Grand Prix de l'industrie et du commerce de Prato - 2e du Tour d'Émilie - 4e de Liège-Bastogne-Liège - 4e du Championnat de Zurich - 6e du Tour du Pays basque - 6e de la Flèche wallonne - 6e de la Coupe du monde - 9e du classement UCI - 2002 - Classement général de la Semaine internationale Coppi et Bartali - Tour du Trentin : - Classement général - 2e étape - 5e étape du Tour de Suisse - 2e du Trophée Melinda - 2e de Florence-Pistoia - 3e du championnat d'Italie sur route - 3e du Grand Prix de la ville de Camaiore - 3e du Grand Prix de l'industrie et de l'artisanat de Larciano - 5e du Tour de Lombardie - 7e du Tour d'Espagne - 7e du classement UCI - 8e de Liège-Bastogne-Liège - 9e du Tour de Suisse - 10e de la Flèche wallonne - 2003 - 4e étape de la Bicyclette basque - 3e et 5e étapes du Tour de Suisse - Coppa Agostoni - Trophée Melinda - 1re étape de la Semaine internationale Coppi et Bartali (contre-la-montre par équipes) - 2e du Brixia Tour - 3e de la Bicyclette basque - 4e de la Classique de Saint-Sébastien - 5e de Liège-Bastogne-Liège - 6e de l'Amstel Gold Race - 10e de la Coupe du monde - 2004 - 2e de la Subida a Urkiola - 2e du Tour d'Émilie - 3e de Milan-Turin |  |

### Résultats sur les grands tours

#### Tour de France
3 participations :
- 1997 : 6e
- 1998 : abandon (10e étape)
- 2001 : abandon (4e étape)

#### Tour d'Italie
8 participations :
- 1993 : 40e
- 1994 : 22e
- 1995 : 10e
- 1996 : 31e
- 2000 : 2e,  vainqueur du classement de la montagne et de la 9e étape,  maillot rose pendant 11 jours
- 2001 : abandon (2e étape)
- 2002 : exclusion (15e étape)
- 2003 : abandon (18e étape)

#### Tour d'Espagne
3 participations :
- 1996 : abandon (11e étape)
- 2002 : 7e
- 2004 : non-partant (1re étape)

### Résultats sur les championnats

#### Championnats du monde professionnels
- Duitama 1995 : 12e de la course en ligne
- Vérone 1999 : 4e de la course en ligne

### Classements mondiaux
| Année           | 2005 |
| --------------- | ---- |
| UCI Europe Tour | 397e |

## Distinctions
- Mémorial Gastone Nencini (révélation italienne de l'année) : 1994
- Giglio d'Oro (coureur italien de l'année) : 1995, 1999 et 2000
- Mendrisio d'or : 2000
- Oscar TuttoBici : 2000